# Jiefang (socken i Kina, lat 27,92, long 104,72)
Jiefang (kinesiska: 解放乡, 解放) är en socken i Kina. Den ligger i provinsen Sichuan, i den sydvästra delen av landet, omkring 310 kilometer söder om provinshuvudstaden Chengdu.
Genomsnittlig årsnederbörd är 1 132 millimeter. Den regnigaste månaden är juli, med i genomsnitt 239 mm nederbörd, och den torraste är december, med 14 mm nederbörd.